# Hillerscheid
Hillerscheid (hommersch: Hillerschen) ist eine Ortschaft der Stadt Wiehl im Oberbergischen Kreis im Regierungsbezirk Köln in Nordrhein-Westfalen. 

## Lage und Beschreibung
Der Ort bei Drabenderhöhe liegt in Luftlinie rund 5 km westlich vom Stadtzentrum von Wiehl entfernt an der Kreuzung der Kreisstraßen K 34 und K 40. Hillerscheid liegt südlich der Bundesautobahn 4.

## Geschichte

### Ortsname
Der Ort Hillerscheid ist vermutlich in der Ausbauperiode mit weiteren Rodetätigkeiten im Hochmittelalter entstanden. Der Name setzt sich aus einem Personennamen „Hild, Hildir“ und dem altfränkischen „Hago“ zusammen und bedeutet die eingefriedete Wohnstätte des Hildir. Der Personenname findet sich auch in einigen deutschen Vornamen wieder, wie Hildegard oder Hildebold, und steht für Kampf.
1454  wird ein Frelen von Hilderßham urkundlich erwähnt, der bei einem Raubzug der Bergischen gefangen und das Anwesen gebrandschatzt wurde. Andere Nennungen des Ortes finde sich in der A. Mercator-Karte von 1575 als Hillershagen. Im Futterhaferzettel der Herrschaft Homburg von 1580 werden für Hillershaenn als abgabepflichtig vier bergische Untertanen gezählt.
Der Ort dürfte heute nicht Hillerscheid heißen, sondern Hillershagen bzw. Hildershagen heißen. Dies bezeugen andere urkundliche Erwähnungen, wie 1555 „Zu Heldershagenn“ (Bergische Landessteuerliste), 1575 Hillershagen (Mercatorkarte), 1580 Hillershaenn (Homburgische Futterhaferzettel), 1675 Hillersch (Kirchenbuch Drabenderhöhe) und 1791 Hillerhagen (Reilly-Karte Reichsherrschaft Homburg). 
Erst in der preußischen kartografischen Uraufnahme aus dem Jahr 1831 wird Hillerscheid erwähnt. Offenbar handelte es sich dabei um einen Übertragungsfehler des Kartografen aus dem mundartlichen „Hillerschen“. Im Dialekt fällt das „d“ aus Hilders weg und wird zu Hillersch zusammengezogen. Das Hagen wird ebenfalls verkürzt in der Regel zu Haan, Han oder Hen.

### Bewohner
In der homburgischen Futterhaferzetteln von 1580 werden vier bergische Haushaltungen genannt: Hillerschen Johan, Siemon, Goebbel Brauns Sohn, Peter Langh Kedell. 1675 fand dann die erste Personenaufnahme durch den Drabenderhöher Pastor Haas statt. 1843 hatte Hillerscheid 14 Wohnhäuser, 1885 waren es 17 Wohnhäuser.
Hillerscheid ist ein kleiner Ort, was die Einwohnerzahlen aus dem 19. und 20. Jahrhundert belegen: 
- 1817: 61
- 1831: 67
- 1843: 70
- 1868: 75
- 1885: 77
- 1900: 82
- 1961: 90
- 1978: 104
- 2004: 145
- 2013: 124

### 20. Jahrhundert
In den 1920er und 1930er Jahren entwickelte sich ein bescheidener Tourismus mit zwei Privatpensionen. Der Ort nannte sich Luftkurort Hillerscheid bei Drabenderhöhe. 
Mit der Entstehung der Siebenbürger-Sachsen-Siedlung dehnte sich Drabenderhöhe bis nach Hillerscheid aus. Der Ort blieb aber selbstständig. Bereits um 1975 zogen die ersten aus Rumänien emigrierten Siebenbürger Sachsen nach Hillerscheid und kauften bereits vorhandene Häuser, weitere Familien folgten. 1994 wurde ein neues Baugebiet mit 10 Wohnhäusern erschlossen, von den acht an Siebenbürger Sachsen verkauft wurden. Die Integration verlief schnell und problemlos. Die Siebenbürger Sachsen stellen heute einen Anteil von etwa 46 % an der Bevölkerung.

## Vereine
- Heimatverein Hillerscheid e. V.